# Alfonso García Valdecasas
Alfonso García Valdecasas y García Valdecasas (Granada, 14 de maig de 1904 - Madrid, 11 d'abril de 1993) fou advocat i polític espanyol, un dels fundadors de Falange Española.

## Biografia
Fou deixeble de José Ortega y Gasset. Era catedràtic de dret, i va dimitir el 1929 amb Fernando de los Ríos, Luís Jiménez de Asúa, Felipe Sánchez Román, Wenceslao Roces i José Ortega y Gasset en protesta contra la persecució contra el Frente Universitario Español que va fer Miguel Primo de Rivera. El 1931 es va unir a l'Agrupación al Servicio de la República i fou diputat a les Corts Constituents republicanes. També fou secretari de la comissió parlamentària que redactà el projecte de Constitució Espanyola de 1931. Tanmateix, el 1932 va crear el Frente Español amb José Antonio Maravall y Casesnoves, Antonio Garrigues y Díaz-Cañabate, María Zambrano, Antonio Sacristán Colás, Salvador Lissarrague Novoa, Antonio Bouthelier, Elisio García del Moral i Antonio Riaño, sota un ideari nacionalista espanyol. Posteriorment fou membre del Movimiento Español Sindicalista (MES).
El març de 1933 contactà amb José Antonio Primo de Rivera, amb qui va fer una gran amistat, i participà com a orador en l'acte fundacional de Falange Española el 29 d'octubre de 1933 al Teatre de la Comedia de Madrid, on va afirmar que era nacionalista espanyol i no pas feixista. Va escollir el nom de Falange per al grup i en fou membre del Comité de Mando amb José Antonio Primo de Rivera i Julio Ruiz de Alda.
Durant la guerra civil espanyola es va incorporar al bàndol nacional i el 1938 fou nomenat per Francisco Franco subsecretari d'educació. Després, serà el primer president de l'Institut d'Estudis Polítics, òrgan depenent de la Secretaria General de la FET y de las JONS. Des de 1940 va ser catedràtic a la Universitat de Madrid, primer en la càtedra de doctorat Europeu d'Estudis Superiors i després en la de Dret Civil, fins a la seva jubilació el 1974. El 1941 va dirigir la Revista de Estudios Políticos.
Nomenat procurador en Corts el 1943 com a consejero nacional del Movimiento, el mateix any va signar amb uns 26 altres procuradors un escrit en que reclamaven Francisco Franco reinstaurar la monarquia. Això li va valdre ser cessat en tots els càrrecs públics. Tot i això, el 1944 va promoure un document signat per 50 catedràtics de suport al comte de Barcelona, raó per la qual fou confinat a Alcanyís.
Després d'això es dedicà a la seva carrera acadèmia. El 3 de març de 1953 fou elegit acadèmic de la Reial Acadèmia de Ciències Morals i Polítiques i el 25 d'abril de 1965 va prendre possessió de la cadira U de la Reial Acadèmia Espanyola Això li a permetre ser novament procurador en Corts des de 1967 fins a la dissolució de les Corts Franquistes el 1977.
Era cosí germà de José María García Valdecasas Santamaría i de Francisco García Valdecasas Santamaría

## Obres
- El hombre y yo (1934)
- El hidalgo y el honor (1958)
- José Antonio y la vida Española (1964)